# Světí
Světí är en ort i Tjeckien. Den ligger i den centrala delen av landet, 100 km öster om huvudstaden Prag. Světí ligger 264 meter över havet och antalet invånare är 265.
Terrängen runt Světí är platt.Runt Světí är det tätbefolkat, med 881 invånare per kvadratkilometer. Närmaste större samhälle är Hradec Králové, 6,7 km sydost om Světí. Trakten runt Světí består till största delen av jordbruksmark.